# NGC 4480
NGC 4480 is een balkspiraalstelsel in het sterrenbeeld Maagd. Het hemelobject werd op 2 februari 1786 ontdekt door de Duits-Britse astronoom William Herschel.

## Synoniemen
- UGC 7647
- MCG 1-32-87
- ZWG 42.139
- VCC 1290
- IRAS 12278+0431
- PGC 41317